# En rationel løsning
En rationel løsning er en svensk dramafilm fra 2009 instrueret af Jörgen Bergmark. Filmen har blandt andre Stina Ekblad, Rolf Lassgård, Claes Ljungmark og Pernilla August i hovedrollerne.
Filmen havde premiere i Sverige den 25. september 2009 og udkom i Danmark to år efter den 7. juli 2011.

## Handling
Erland arbejder på en papirfabrik i en lille by sammen med sin bedste ven Sven-Erik. I sin fritid driver han sammen med sin kone Maj, en 'ægteskabsskole', der er en diskussionsgruppe i den lokale kirke. Til en fest tiltrækkes Erland af Sven-Eriks nye kone Karin og snart indleder de to en affære. Erlands rationelle løsning er, at alle fire bør sætte sig ned og diskutere situationen. De beslutter, at Sven-Erik og Karin bør flytte ind hos Erland og Maj. De opretter 10 regler for deres nye liv sammen. Dette eksperiment sætter deres indbyrdes forhold på prøve og truer med at styrte dem alle ud over afgrunden.

## Medvirkende (i udvalg)
- Stina Ekblad som Maj Fjellgren
- Rolf Lassgård som Erland Fjellgren
- Claes Ljungmark som Sven-Erik Byström
- Pernilla August som Karin Byström
- Magnus Roosmann som præsten
- Anki Lidén som Gullan Almén
- Anna Godenius som kiropraktor